# Classica di Amburgo 2023
La Classica di Amburgo 2023 (ufficialmente BEMER Cyclassics per motivi di sponsorizzazione), ventiseiesima edizione della corsa e valida come ventottesima prova dell'UCI World Tour 2023 categoria 1.UWT, si svolse il 20 agosto su un percorso di 205,6 km, con partenza e arrivo ad Amburgo, in Germania. La vittoria fu appannaggio del danese Mads Pedersen, il quale completò il percorso in 4h36'35", alla media di 44,601 km/h, precedendo l'olandese Danny van Poppel e l'italiano Elia Viviani.

## Squadre e corridori partecipanti
| N.      | Cod. | Squadra                  |
| ------- | ---- | ------------------------ |
| 1-7     | BOH  | Bora-Hansgrohe           |
| 11-17   | ACT  | AG2R Citroën Team        |
| 21-27   | ADC  | Alpecin-Deceuninck       |
| 31-37   | AQT  | Astana Qazaqstan Team    |
| 41-47   | TBV  | Bahrain Victorious       |
| 51-57   | COF  | Cofidis                  |
| 61-67   | EFE  | EF Education-EasyPost    |
| 71-77   | GFC  | Groupama-FDJ             |
| 81-87   | IGD  | Ineos Grenadiers         |
| 91-97   | IWG  | Intermarché-Circus-Wanty |
| 101-107 | TJV  | Jumbo-Visma              |

| N.      | Cod. | Squadra             |
| ------- | ---- | ------------------- |
| 111-117 | LTK  | Lidl-Trek           |
| 121-127 | MOV  | Movistar Team       |
| 131-137 | SOQ  | Soudal Quick-Step   |
| 141-147 | ARK  | Team Arkéa-Samsic   |
| 151-157 | DSM  | Team DSM-Firmenich  |
| 161-167 | JAY  | Team Jayco AlUla    |
| 171-177 | UAD  | UAE Team Emirates   |
| 181-187 | LTD  | Lotto Dstny         |
| 191-197 | TEN  | TotalEnergies       |
| 201-207 | IPT  | Israel-Premier Tech |

## Ordine d'arrivo (Top 10)
| Pos. | Corridore        | Squadra  | Tempo    |
| ---- | ---------------- | -------- | -------- |
| 1    | Mads Pedersen    | Lidl     | 4h36'35" |
| 2    | Danny van Poppel | Bora     | s.t.     |
| 3    | Elia Viviani     | Ineos    | s.t.     |
| 4    | Arnaud Démare    | Arkéa    | s.t.     |
| 5    | Laurence Pithie  | FDJ      | s.t.     |
| 6    | Yves Lampaert    | Soudal   | s.t.     |
| 7    | Arnaud De Lie    | Lotto    | s.t.     |
| 8    | Nils Politt      | Bora     | s.t.     |
| 9    | Max Kanter       | Movistar | s.t.     |
| 10   | Marc Hirschi     | UAE      | s.t.     |